# Dakar-N’Djamena-Highway
Der Dakar-N’Djamena-Highway ist ein internationales Fernstraßenprojekt, das sich mit der Asphaltierung und Verbesserung der Straßenverbindung durch den südlichen Teil der Sahelzone in Westafrika zwischen Dakar im Senegal im Westen und N’Djamena im Tschad im Osten und mit der Vereinfachung der Grenzformalitäten befasst. Weitere Namen dieser Fernstraße sind N’Djamena-Dakar-Highway, Trans-Sahel-Highway und Trans-Sahelian Highway. Sie stellt im Netz der Trans-African Highways die Nr. 5 dar.
Die Fernstraße führt durch sieben Staaten und fünf Hauptstädte und verbindet Gebiete ähnlichen Klimas und ähnlicher Umgebung, die seit Jahrhunderten kulturell und im Handel verbunden sind. Sie ist eine der beiden internationalen Ost-West-Verbindungen in Westafrika und verläuft landeinwärts fast parallel zum Dakar-Lagos-Highway (TAH 7) in etwa 900 km Abstand.
Zusammen mit dem N’Djamena-Dschibuti-Highway (TAH 6) bildet diese Straße eine Ost-West-Verbindung über den afrikanischen Kontinent mit einer Gesamtlänge von 8715 km.

## Route und Zustand

### Länge und allgemeiner Zustand
Der Dakar-N’Djamena-Highway hat eine Länge von etwa 4500 km und führt durch den Senegal, Mali, Burkina Faso, Niger, Nigeria und den nördlichsten Zipfel von Kamerun nach N’Djamena gleich hinter der westlichen Grenze des Tschad. Fast die gesamte Strecke bis auf etwa 775 km im westlichen Mali ist asphaltiert, aber weite Teile bräuchten dringend eine Überarbeitung oder werden im Moment wiederhergestellt. Großteils verläuft die Fernstraße auf der Trasse vorhandener nationaler Straßen, aber die Alternativstrecke zwischen Senegal und Mali muss vollkommen neu gebaut werden.

### Die Abschnitte im Detail
Die Städte und Staaten, die die Straße durchzieht, und ihr Zustand sind folgende (von West nach Ost):
- Im Senegal, von Dakar nach Tambacounda auf der N 1, 462 km, asphaltiert, 315 km in schlechtem Zustand; dieser Abschnitt ist seit Jahrzehnten asphaltiert.
- Verbindung zwischen Senegal und Mali zwischen Tambacounda und Bamako; hier gibt es zwei Möglichkeiten, die die Unterlagen aus 2003 vorschlagen:
  - eine kürzere Route im Süden über Saraya und Kita, etwa 825 km, etwa 300 km in den 1990er Jahren asphaltierte Straße in gutem Zustand, 525 km nach 2003 neu gebaute Straße (RN24 in Mali);
  - eine längere nördliche Route von etwa 910 km Länge über Kayes, Diéma und Didjeni
- Im Südwesten von Mali, von Bamako nach Sikasso über Bougouni, 374 km, asphaltiert vor 1990 und in gutem Zustand;
- Von Sikasso nach Koloko an der Grenze nach Burkina Faso, 50 km Schlammpiste, die durch eine neue Straße ersetzt werden müsste;
- Der Abschnitt in Burkina Faso: 862 km über Bobo-Dioulasso, Ouagadougou, Koupéla und Fada N’Gourma, asphaltiert und in gutem Zustand bis auf 120 km vor der Grenze zu Niger, in den Jahren 2003 bis 2005 überarbeitet;
- Abschnitt in Niger: 837 km, von denen 600 km in schlechtem Zustand sind, über Niamey, Dosso, Dogondoutchi, Birni-N’Konni und Maradi an die nigerianische Grenze in Jibiya.
- Abschnitt in Nigeria: 972 km, durchgehend asphaltiert und in befriedigendem Zustand, über Katsina, Kano, Kari, Maiduguri und Dikwa.
- Der kurze Abschnitt in Kamerun besteht aus 85 km Kiesstraße von der nigerianischen Grenze nach Maltam, die in der Regenzeit unpassierbar ist; da diese Straße vom nationalen Verkehr gar nicht genutzt wird, plant Kamerun auch keine Verbesserung der Zustände. Der 25 km lange Abschnitt von Maltam nach Kousséri an der Grenze zum Tschad ist asphaltiert und wird hauptsächlich vom Verkehr in und aus dem Tschad genutzt.
- Im Tschad: die Fernstraße führt nur einige Kilometer in den Tschad hinein zu den Vororten der Hauptstadt N’Djamena am Ostufer des Logone und des Schari, die die Grenze zwischen Kamerun und Tschad bilden.

Alternativrouten im Ostteil:
- Die Alternative zum nicht asphaltierten Straßenabschnitt in Kamerun ist eine um etwa 200 km längere Route über asphaltierte Straßen über Bama in Nigeria, Mora und Waza in Kamerun.
- Eine Alternativroute von etwa 1400 km zwischen Niger und Tschad unter Umgehung von Nigeria wird möglich, sobald die geplante Straße im Norden und Osten des Tschadsees fertig ist, die N’Djamena mit N’Guigmi verbindet und etwa 60 km innerhalb Nigers verläuft. N’Guigmi ist durch eine asphaltierte Straße über Zinder nach Maradi verbunden, wo sie auf den Dakar-N’Djamena-Highway trifft.

## Kreuzungen mit anderen transafrikanischen Straßenrouten
- Mit TAH 1 Kairo-Dakar-Highway in Dakar (Senegal).
- Mit TAH 7 Dakar-Lagos-Highway in Dakar.
- Mit TAH 2 Algier-Lagos-Highway in Kano (Nigeria).
- Mit TAH 3 Tripolis-Windhoek-(Kapstadt)-Highway in N’Djamena (Tschad).
- Mit TAH 6 N’Djamena-Dschibuti-Highway in N’Djamena.

## Zubringerstraßen
Die nördlichen Regionen von Guinea, der Elfenbeinküste, Ghana, Togo und Benin liegen nahe am Dakar-N’Djamena-Highway, der von Bewohnern dieser Regionen lieber als der Dakar-Lagos-Highway weiter im Süden benutzt wird. Asphaltierte Straßen verbinden den Dakar-N’Djamena-Highway mit den Fernstraßen an der Westküste.
- Elfenbeinküste: von Sikassa oder Bobo-Dioulasso nach Yamoussoukro;
- Ghana: von Ouagadougou nach Accra;
- Togo: von Koupéla nach Lomé;
- Benin: von Dosso nach Cotonou;
- Nigeria: von Birni-N’Konni oder Kano nach Lagos.